# Bucculatrix callistricha
Bucculatrix callistricha är en fjärilsart som beskrevs av Braun 1963. Bucculatrix callistricha ingår i släktet Bucculatrix och familjen kronmalar. Inga underarter finns listade i Catalogue of Life.